# Устер
Устер (фр. Uster, итал. Uster) је град у северној Швајцарској. Устер је трећи по величини град кантона Цирих, као средиште његове источне трећине.

## Природне одлике
Устер се налази у северном делу Швајцарске. Од најближег већег града, Цириха град је удаљен 25 км источно.
Рељеф: Устер се налази у омањој долини, близу Грајфенског језера. Окружење града равничарско до брдовито, што је за услове изразито планинске Швајцарске веома повољна околност. Јужно од града издиже се северније горје Алпа.
Клима: Клима у Устеру је умерено континентална.
Воде: Кроз Устер не протиче ниједан водоток, али је непосредно до града смештено Грајфенско језеро.

## Историја
Подручје Устера је било насељено још у време праисторије и Старог Рима, али није имало велики значај.
775. године Устер се први пут спомиње под овим именом, да би 1267. године овде постојао замак, као претеча града.
Почетком 16. века, у доба реформације, грађани су примили протестантизам.
Током 19. века Устер се почиње полако развијати и јачати економски. Ово благостање се задржало до дан-данас.

## Становништво
2020. године Устер је имао око 35.337 становника. Од тога приближно 23,1% су страни држављани.
Језик: Швајцарски Немци чине традиционално становништво града и немачки језик је званични у граду и кантону. Међутим, градско становништво је током протеклих неколико деценија постало веома шаролико, па се на улицама Устера чују бројни други језици. Тако данас немачки говори 85,0% градског становништва, а прате га италијански (4,5%) и албански језик (1,7%).
Вероисповест: Месни Немци су у 16. веку прихватили протестантизам. Међутим, последњих деценија у граду се знатно повећао удео римокатолика. Данашњи верски састав града је: протестанти 41,8%, римокатолици 31,7%, а следе их атеисти, муслимани и православци.

## Галерија слика
- Средиште Устера
- Градска црква
- Дворац у Устеру
- Градска железничка станица